# 貝 (密蘇里州)
貝是位於美國密蘇里州加斯科內德縣的非建制地區。

## 歷史
貝的郵局於1860年設立，其後於1992年停運。

## 地理
貝所處的海拔為高於海平面175米（即574英呎），而該地所採用的時區為UTC-6，即北美中部時區（CST）。同時該地設有夏令時間，為UTC-6調快一小時，即UTC-5（CDT）。